# John Alexander Simpson (Physiker)
John Alexander Simpson (* 3. November 1916 in Portland, Oregon; † 31. August 2000 in Chicago, Illinois) war ein US-amerikanischer Astrophysiker und Physiker. Er ist bekannt als Konstrukteur von Messinstrumenten für Weltraumsonden.

## Leben
Simpson studierte am Reed College mit dem Bachelor-Abschluss 1940 sowie an der New York University mit dem Master-Abschluss 1943 und der Promotion 1944 bei Serge Korff. Ab 1943 war er im Manhattan-Projekt in Chicago (Metallurgical Laboratory) aktiv, in dem er als Gruppenleiter Messinstrumente für hohe Strahlendosen entwickelte. Er blieb an der University of Chicago, an der er 1954 Professor am Enrico Fermi Institute wurde. 1973 bis 1978 war er dessen Direktor. 1986 emeritierte er.
Er befasste sich schon ab 1946 mit Messinstrumenten für Kosmische Höhenstrahlung, unter anderem den Neutron Monitor (1948), mit dem er in mehreren Ländern (Peru, Mexiko, Colorado, neben Chicago) zeitliche und räumliche Variationen kosmischer Strahlung beobachtete. Mit dem Sputnik-Schock (1957) begann er auch Instrumente für Satellitenbeobachtung zu entwickeln und ein erstes von ihm entwickeltes Experiment wurde 1958 ins Weltall geschossen (Pioneer). Dafür gründete er 1962 an der Universität Chicago das Laboratory for Astrophysics and Space Research (LASR). Mitte der 1960er Jahre waren seine Detektoren für Kosmische Strahlung auf einer Mars-Mission, 1973 am Jupiter (Pioneer 10), 1974 am Merkur (Mariner 10, auch Venus Vorbeiflug) und 1979 am Saturn (Vorbeiflug Pioneer 11). Damit konnten beim Jupiter auf relativistische Energien (3 bis 30 MeV) beschleunigte Elektronen nachgewiesen werden (noch in einem Abstand von 1 AE vom Jupiter), und ein Magnetfeld auf dem Merkur. Seine Instrumente waren auch an der Beobachtung von Sonneneruptionen beteiligt (Ulysses)- und auf der Cassini-Sonde zum Saturn.
Sein Dust Flux Monitor (mit A. J. Tuzzolino entwickelt) wurde bei russischen Missionen (Vega 1,2) zu dem Halleyschen Kometen 1986 benutzt. Dafür erhielt er die russische Gagarin-Medaille.
1991 erhielt er den Bruno-Rossi-Preis. Er war Mitglied der National Academy of Sciences (1959), der American Academy of Arts and Sciences (1971) und der American Philosophical Society (1996). 2000 erhielt er die William Bowie Medal der American Geophysical Union. 1999 erhielt er den Leo Szilard Lectureship Award.
1946 war er Gründungs-Vorsitzender des Bulletin of the Atomic Scientists. Gleich nach den ersten Atombombenabwürfen warnte er vor deren weiterer militärischer Verwendung und setzte er sich für zivile Nutzung von Kernenergie ein. Dafür war er eine Zeitlang 1945 inoffizieller Berater des US-Senators Brien McMahon aus Connecticut, nach dem der McMahon Act (1946) benannt ist, und ließ sich dafür von der Universität beurlauben.
Er war zweimal verheiratet und hatte einen Sohn und eine Tochter aus erster Ehe.